# Tour Auvergne-Rhône-Alpes
Le Tour Auvergne-Rhône-Alpes, anciennement Critérium du Dauphiné libéré (1947-2009) puis Critérium du Dauphiné (2010-2025), est une compétition cycliste par étapes créée par Georges Cazeneuve en 1947, organisée par le journal Le Dauphiné libéré puis depuis 2010 par Amaury Sport Organisation et se déroulant principalement dans les Alpes autour du Dauphiné.
Depuis 2005, il est inscrit au programme du Pro Tour. Quelques-uns des plus grands noms du cyclisme ont inscrit leurs noms au palmarès.
La course se déroule au mois de juin sur une semaine, précédant le Tour de France de quelques semaines. Il est réputé pour sa difficulté liée au parcours montagneux et l'ascension de grands cols et d'arrivées en altitude, en raison de son placement géographique. La course sert souvent de préparation au Tour de France.

## Histoire

Ancien logo du Critérium du Dauphiné.

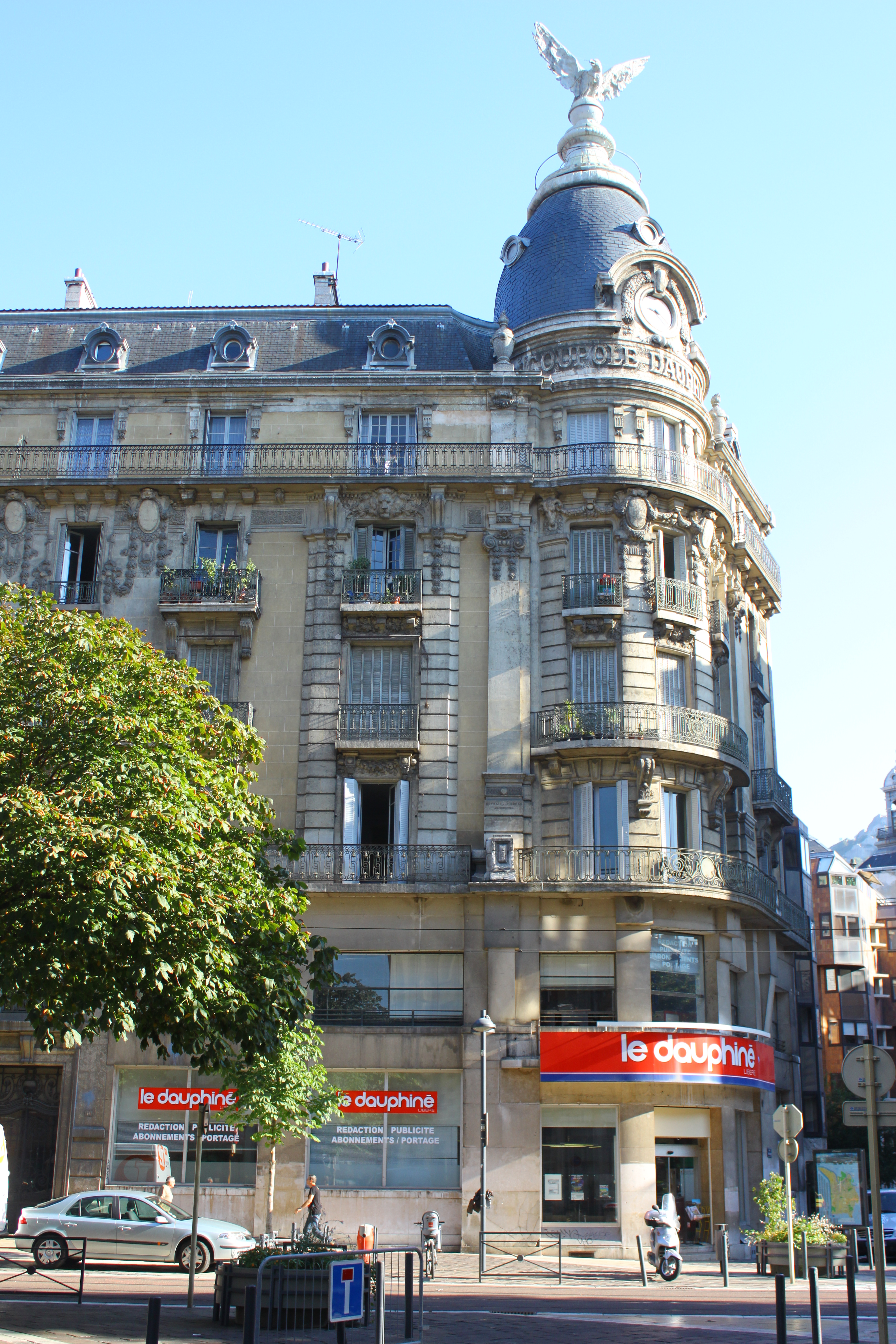
Ancien siège de la rédaction du Dauphiné libéré à Grenoble.

Après la Seconde Guerre mondiale, alors que le cyclisme fait partie, avec la boxe, des sports les plus populaires en France, le journal Le Dauphiné libéré, issu de la Résistance, décide de créer et d'organiser une épreuve cycliste par étapes à travers la région qui aura lieu juste avant le Tour de France, au mois de juin. 
Georges Cazeneuve, l’un des sept fondateurs du journal (tous étaient issus de la Résistance), crée le Critérium du Dauphiné Libéré (dans le milieu du cyclisme, un critérium est habituellement une course d'une journée, ce qui n'a jamais été le cas ici), parfois également appelé Circuit du Dauphiné Libéré. 
La première édition précède de quelques jours la tenue du premier Tour de France d’après-guerre. Retardée d'une journée, en raison d'une grève qui empêche la venue des coureurs Belges, elle se déroule finalement du 12 au 16 juin 1947, de Grenoble à Grenoble en passant par Vienne, Annecy, Genève et Annemasse.
Dès ses débuts, cette compétition, qui permet de préparer au mieux le grand rendez-vous de juillet, attire les meilleurs cyclistes français (Louison Bobet, Jean Robic, etc.). Les règles de la FFC font alors que le vainqueur du Dauphiné est qualifié pour le championnat de France. Le Dauphiné permet aussi au sélectionneur de l'équipe de France d'affiner ses choix pour le Tour de France, qui se court alors par équipes nationales (ou régionales).
Véritable succès populaire, l'épreuve est aussi un succès économique : de nombreuses villes demandent à être des villes-étapes du Critérium. Enfin il permet aussi d'expérimenter au cours de l'épreuve les avancées technologiques dans le domaine du matériel de retransmission, notamment dans les montagnes, et du matériel cycliste.
Après deux annulations en 1967-68, pour des raisons financières, la course fusionne avec Circuit des six provinces-Dauphiné en 1969 et 1970. 
En 1971, il devient Le Circuit du Dauphiné Libéré et du Progrès (du nom du quotidien régional lyonnais, qui coorganise alors l'épreuve) avant de redevenir le Critérium du Dauphiné Libéré en 1975.
Aujourd'hui, cette course sert principalement aux grands coureurs à préparer une autre course majeure qui se déroule quelques semaines après : le Tour de France.
Dans cette course, de nombreux champions se sont imposés. Par exemple le Critérium est la seule autre épreuve à avoir été remportée par tous les quintuples vainqueurs du Tour de France (Anquetil, Merckx, Hinault et Indurain). Une dizaine de coureurs ont réussi le doublé Dauphiné libéré - Tour de France, prouvant par l'exemple la bonne préparation qu'il représente : Louison Bobet en 1955, Jacques Anquetil en 1963, Eddy Merckx en 1971, Luis Ocaña en 1973, Bernard Thévenet en 1975, Bernard Hinault en 1979 et 1981, Miguel Indurain en 1995, Bradley Wiggins en 2012, Christopher Froome en 2013, 2015 et 2016, Geraint Thomas en 2018 et Jonas Vingegaard en 2023.
En 1965, Jacques Anquetil réalisa l'exploit de remporter Bordeaux-Paris le lendemain de sa victoire dans le Critérium du Dauphiné libéré : il n'eut même pas une nuit complète de sommeil entre sa victoire et le départ de la classique.
Les villes ayant accueilli le plus souvent l'épreuve sont Grenoble (44 fois), Avignon (32 fois), Saint-Étienne (23 fois), Annecy (22 fois), Chambéry (21 fois), Gap (21 fois), Lyon (19 fois), Aix-les-Bains (18 fois), Valence (16 fois), Briançon (15 fois) ou Vals-les-Bains (15 fois).
En 2010, le groupe de presse propriétaire du Dauphiné libéré a choisi de déléguer l'organisation de la compétition à Amaury Sport Organisation, avec la volonté de leur vendre l'épreuve. L'épreuve n'étant plus attachée au quotidien régional, elle change de nom pour devenir simplement le Critérium du Dauphiné.
Le lendemain de la fin de l'édition 2025, ASO et la région Auvergne-Rhône-Alpes officialisent la nouvelle appellation : le Tour Auvergne-Rhône-Alpes.

## Maillots

Maillot jaune à bande bleue

Le leader du classement général revêt un maillot jaune à bande bleue distinct de ceux des autres coureurs.
Historiquement, le maillot de leader a d’abord été jaune à liserés rouge et noir, puis à liserés bleus. Il est devenu jaune uni au moment du Critérium du Dauphiné-Le Progrès. Le ruban bleu est apparu en 1975, rappelant la bande que les lecteurs du quotidien régional retrouvaient à la une de leur journal. En 2010, elle disparait au moment de la reprise de l’épreuve par Amaury Sport Organisation, avant de réapparaitre quelques années plus tard.
Dès 1948 un maillot rouge à pois blancs est décerné au meilleur grimpeur en raison du parcours montagneux du Critérium. Depuis 2018, il est bleu à pois blancs.
En 1955 un maillot vert récompense le meilleur sprinteur.
Un maillot bleu récompensait le cycliste le plus complet par ses positions aux classements individuels au temps (général), aux points (sprint) et de la montagne. Désormais, un maillot blanc du meilleur jeune remplace le classement du combiné.

## Repères chronologiques
- 1947 : premier Critérium du Dauphiné libéré et première arrivée à l'étranger à Genève.
- 1948 : création du prix du meilleur grimpeur.
- 1955 : création du prix du meilleur sprinteur.
- 2010 : organisation de la course par Amaury Sport Organisation en vue d'un éventuel rachat par la suite.
- 2011 : création du classement du meilleur jeune.

## Directeurs successifs
Georges Cazeneuve, membre du conseil d'administration du Dauphiné libéré, émet l'idée de créer et d'organiser le Critérium au sortir de la guerre, idée qui sera soutenue par ce conseil. Il reste le directeur jusqu'en 1980 et crée entretemps les Six Jours de Grenoble (épreuve de cyclisme sur piste). Marcel Patouillard prend sa succession à partir de 1981 durant sept ans avant de laisser son poste à Thierry Cazeneuve (neveu de Georges).
À partir de 2010, après la reprise de l'organisation de l'épreuve par ASO, Bernard Thévenet est nommé à la tête de la course.
| Directeurs de l'épreuve        |
| ------------------------------ |
| 1947-1980 : Georges Cazeneuve  |
| 1981-1988 : Marcel Patouillard |
| 1988-2009 : Thierry Cazeneuve  |
| depuis 2010 : Bernard Thévenet |

## Palmarès

### Podiums
| Année                        | Vainqueur            | Deuxième             | Troisième                |
| ---------------------------- | -------------------- | -------------------- | ------------------------ |
| Critérium du Dauphiné libéré |                      |                      |                          |
| 1947                         | Édouard Klabinski    | Gino Sciardis        | Fermo Camellini          |
| 1948                         | Édouard Fachleitner  | Paul Giguet          | Jean Robic               |
| 1949                         | Lucien Lazaridès     | Jean Robic           | Fermo Camellini          |
| 1950                         | Nello Lauredi        | Apo Lazaridès        | Bim Diederich            |
| 1951                         | Nello Lauredi        | Antonin Rolland      | Lucien Lazaridès         |
| 1952                         | Jean Dotto           | Nello Lauredi        | Jean Le Guilly           |
| 1953                         | Lucien Teisseire     | Charly Gaul          | Jean Robic               |
| 1954                         | Nello Lauredi        | Jean-Pierre Schmitz  | Pierre Molinéris         |
| 1955                         | Louison Bobet        | Roger Walkowiak      | Marcel De Mulder         |
| 1956                         | Alex Close           | Antonin Rolland      | Fernand Picot            |
| 1957                         | Marcel Rohrbach      | René Privat          | Jean-Pierre Schmitz      |
| 1958                         | Louis Rostollan      | Francis Pipelin      | Jean-Pierre Schmitz      |
| 1959                         | Henry Anglade        | Raymond Mastrotto    | Roger Rivière            |
| 1960                         | Jean Dotto           | Raymond Mastrotto    | Gérard Thiélin           |
| 1961                         | Brian Robinson       | Raymond Mastrotto    | François Mahé            |
| 1962                         | Raymond Mastrotto    | Hans Junkermann      | Raymond Poulidor         |
| 1963                         | Jacques Anquetil     | José Pérez Francés   | Fernando Manzaneque      |
| 1964                         | Valentín Uriona      | Raymond Poulidor     | Esteban Martín           |
| 1965                         | Jacques Anquetil     | Raymond Poulidor     | Karl-Heinz Kunde         |
| 1966                         | Raymond Poulidor     | Carlos Echeverría    | Francisco Gabica         |
| 1967-1968                    | Non disputé          | Non disputé          | Non disputé              |
| 1969                         | Raymond Poulidor     | Ferdinand Bracke     | Roger Pingeon            |
| 1970                         | Luis Ocaña           | Roger Pingeon        | Herman Van Springel      |
| 1971                         | Eddy Merckx          | Luis Ocaña           | Bernard Thévenet         |
| 1972                         | Luis Ocaña           | Bernard Thévenet     | Lucien Van Impe          |
| 1973                         | Luis Ocaña           | Bernard Thévenet     | Joop Zoetemelk           |
| 1974                         | Alain Santy          | Raymond Poulidor     | Jean-Pierre Danguillaume |
| 1975                         | Bernard Thévenet     | Francesco Moser      | Joop Zoetemelk           |
| 1976                         | Bernard Thévenet     | Vicente López Carril | Raymond Delisle          |
| 1977                         | Bernard Hinault      | Bernard Thévenet     | Lucien Van Impe          |
| 1978                         | Michel Pollentier    | Mariano Martinez     | Francisco Galdós         |
| 1979                         | Bernard Hinault      | Henk Lubberding      | Francisco Galdós         |
| 1980                         | Johan van der Velde  | Raymond Martin       | Joaquim Agostinho        |
| 1981                         | Bernard Hinault      | Joaquim Agostinho    | Greg LeMond              |
| 1982                         | Michel Laurent       | Jean-René Bernaudeau | Pascal Simon             |
| 1983                         | Greg LeMond          | Robert Millar        | Robert Alban             |
| 1984                         | Martín Ramírez       | Bernard Hinault      | Greg LeMond              |
| 1985                         | Phil Anderson        | Steven Rooks         | Pierre Bazzo             |
| 1986                         | Urs Zimmermann       | Ronan Pensec         | Joop Zoetemelk           |
| 1987                         | Charly Mottet        | Henry Cárdenas       | Ronan Pensec             |
| 1988                         | Luis Herrera         | Niki Rüttimann       | Charly Mottet            |
| 1989                         | Charly Mottet        | Robert Millar        | Thierry Claveyrolat      |
| 1990                         | Robert Millar        | Thierry Claveyrolat  | Álvaro Mejía             |
| 1991                         | Luis Herrera         | Laudelino Cubino     | Tony Rominger            |
| 1992                         | Charly Mottet        | Luc Leblanc          | Gianni Bugno             |
| 1993                         | Laurent Dufaux       | Oliverio Rincón      | Éric Boyer               |
| 1994                         | Laurent Dufaux       | Ronan Pensec         | Artūras Kasputis         |
| 1995                         | Miguel Indurain      | Chris Boardman       | Vicente Aparicio         |
| 1996                         | Miguel Indurain      | Tony Rominger        | Richard Virenque         |
| 1997                         | Udo Bölts            | Abraham Olano        | Jean-Cyril Robin         |
| 1998                         | Armand de Las Cuevas | Miguel Ángel Peña    | Andrei Teteriouk         |
| 1999                         | Alexandre Vinokourov | Jonathan Vaughters   | Wladimir Belli           |
| 2000                         | Tyler Hamilton       | Haimar Zubeldia      | non attribué,            |
| 2001                         | Christophe Moreau    | Pavel Tonkov         | Benoît Salmon            |
| 2002                         | non attribué,        | Floyd Landis         | Christophe Moreau        |
| 2003                         | non attribué,        | Iban Mayo            | David Millar             |
| 2004                         | Iban Mayo            | Tyler Hamilton       | Óscar Sevilla            |
| 2005                         | Íñigo Landaluze      | Santiago Botero      | non attribué             |
| 2006                         | non attribué,        | Christophe Moreau    | Bernhard Kohl            |
| 2007                         | Christophe Moreau    | Cadel Evans          | Andrey Kashechkin        |
| 2008                         | Alejandro Valverde   | Cadel Evans          | Levi Leipheimer          |
| 2009                         | Alejandro Valverde   | Cadel Evans          | Alberto Contador         |
| Critérium du Dauphiné        |                      |                      |                          |
| 2010                         | Janez Brajkovič      | Alberto Contador     | Tejay van Garderen       |
| 2011                         | Bradley Wiggins      | Cadel Evans          | Alexandre Vinokourov     |
| 2012                         | Bradley Wiggins      | Michael Rogers       | Cadel Evans              |
| 2013                         | Christopher Froome   | Richie Porte         | Daniel Moreno            |
| 2014                         | Andrew Talansky      | Alberto Contador     | Jurgen Van den Broeck    |
| 2015                         | Christopher Froome   | Tejay van Garderen   | Rui Costa                |
| 2016                         | Christopher Froome   | Romain Bardet        | Dan Martin               |
| 2017                         | Jakob Fuglsang       | Richie Porte         | Dan Martin               |
| 2018                         | Geraint Thomas       | Adam Yates           | Romain Bardet            |
| 2019                         | Jakob Fuglsang       | Tejay van Garderen   | Emanuel Buchmann         |
| 2020                         | Daniel Martínez      | Thibaut Pinot        | Guillaume Martin         |
| 2021                         | Richie Porte         | Alexey Lutsenko      | Geraint Thomas           |
| 2022                         | Primož Roglič        | Jonas Vingegaard     | Ben O'Connor             |
| 2023                         | Jonas Vingegaard     | Adam Yates           | Ben O'Connor             |
| 2024                         | Primož Roglič        | Matteo Jorgenson     | Derek Gee                |
| 2025                         | Tadej Pogačar        | Jonas Vingegaard     | Florian Lipowitz         |
| Tour Auvergne-Rhône-Alpes    |                      |                      |                          |

### Classements annexes
| Année | Classement par points | Grand Prix de la montagne          | Classement du combiné  | Classement par équipes |
| 1948  |                       | Jean Robic                         |                        |                        |
| 1949  |                       | José Serra Gil                     |                        |                        |
| 1950  |                       | Kléber Piot                        |                        |                        |
| 1951  |                       | Pierre Molinéris                   |                        |                        |
| 1953  |                       | Charly Gaul                        |                        |                        |
| 1954  |                       | Pierre Molinéris                   |                        |                        |
| 1955  | René Privat           | Maurice Lampre                     |                        |                        |
| 1956  | Stan Ockers           |                                    |                        |                        |
| 1957  | Michel Van Aerde      | Louis Rostollan                    |                        |                        |
| 1958  | Jean Graczyk          | Louis Rostollan                    |                        |                        |
| 1959  | Roger Vindevogel      | Marcel Rohrbach Raymond Mastrotto  |                        |                        |
| 1960  | Robert Cazala         | Jean Dotto                         |                        |                        |
| 1961  | Fernand Picot         | Jesús Manzaneque                   |                        |                        |
| 1962  | Marcel De Mulder      | Federico Bahamontes                |                        |                        |
| 1963  | José Pérez Francés    | Federico Bahamontes                |                        |                        |
| 1964  | Arie den Hartog       | Esteban Martín                     |                        |                        |
| 1965  | Jan Janssen           | Angelino Soler                     |                        |                        |
| 1966  | Lucien Aimar          | Joaquim Galera                     |                        |                        |
| 1967  |                       |                                    |                        |                        |
| 1968  |                       |                                    |                        |                        |
| 1969  | Jan Janssen           | Roger Pingeon                      |                        |                        |
| 1970  | Roger De Vlaeminck    | Jean-Claude Genty                  |                        |                        |
| 1971  | Frans Verbeeck        | Luis Ocaña                         |                        |                        |
| 1972  | Cyrille Guimard       | Luis Ocaña                         |                        |                        |
| 1973  | Cyrille Guimard       | Luis Ocaña                         |                        |                        |
| 1974  | Domingo Perurena      | Raymond Poulidor                   |                        |                        |
| 1975  | Freddy Maertens       | Lucien Van Impe                    |                        |                        |
| 1976  | Gerard Vianen         | Lucien Van Impe                    |                        |                        |
| 1977  | Patrick Sercu         | Lucien Van Impe                    |                        |                        |
| 1978  |                       |                                    |                        |                        |
| 1979  | Bernard Hinault       | Bernard Hinault                    |                        |                        |
| 1980  | Johan van der Velde   | Christian Seznec                   |                        |                        |
| 1981  | Bernard Hinault       | Bernard Hinault                    |                        |                        |
| 1982  | Sean Kelly            | Jean-René Bernaudeau               |                        |                        |
| 1983  | Phil Anderson         | Pascal Simon                       |                        |                        |
| 1984  | Stephen Roche         | Bernard Hinault                    |                        |                        |
| 1985  | Phil Anderson         |                                    |                        |                        |
| 1986  | Jean-Claude Leclercq  | Thierry Claveyrolat                |                        |                        |
| 1987  | Thierry Claveyrolat   | Henry Cárdenas                     |                        |                        |
| 1988  | Acácio da Silva       | Mariano Sánchez                    |                        |                        |
| 1989  | Thierry Claveyrolat   | Robert Millar                      |                        |                        |
| 1990  | Thierry Claveyrolat   | Thierry Claveyrolat                |                        |                        |
| 1991  | Viatcheslav Ekimov    | Thierry Claveyrolat                |                        |                        |
| 1992  | Luc Leblanc           | Thierry Claveyrolat                |                        |                        |
| 1993  | Laurent Dufaux        | Thierry Claveyrolat                |                        |                        |
| 1994  | Laurent Dufaux        | Pascal Hervé                       |                        |                        |
| 1995  | Miguel Indurain       | Richard Virenque                   |                        |                        |
| 1996  | Miguel Indurain       | Richard Virenque                   |                        |                        |
| 1997  | Viatcheslav Ekimov    | Udo Bölts                          |                        |                        |
| 1998  | Christophe Moreau     | José María Jiménez                 | José María Jiménez     | Banesto                |
| 1999  | Alexandre Vinokourov  | Wladimir Belli                     | Wladimir Belli         |                        |
| 2000  | Tyler Hamilton        | Íñigo Cuesta                       | Tyler Hamilton         |                        |
| 2001  | Glenn Magnusson       | Sven Montgomery                    | Pavel Tonkov           |                        |
| 2002  | Bradley McGee         | Dariusz Baranowski Haimar Zubeldia |                        | Ibanesto.com           |
| 2003  | Iban Mayo             | Iban Mayo                          | Iban Mayo              | Ibanesto.com           |
| 2004  | Stuart O'Grady        | Michael Rasmussen                  | José Enrique Gutiérrez | Phonak                 |
| 2005  | Désattribué           | José Iván Gutiérrez                |                        | Discovery Channel      |
| 2006  | Francisco Mancebo     | Christophe Moreau                  | Christophe Moreau      | AG2R Prévoyance        |
| 2007  | Alexandre Vinokourov  | Rémy Di Grégorio                   |                        | Astana                 |
| 2008  | Alejandro Valverde    | Pierre Rolland                     | Alejandro Valverde     | Euskaltel-Euskadi      |
| 2009  | Cadel Evans           | Pierrick Fédrigo                   |                        | Astana                 |
| 2010  | Alberto Contador      | Egoi Martínez                      |                        | Euskaltel-Euskadi      |
| Année | Classement par points | Grand Prix de la montagne          | Meilleur jeune         | Classement par équipes |
| 2011  | Joaquim Rodríguez     | Joaquim Rodríguez                  | Jérôme Coppel          | Europcar               |
| 2012  | Cadel Evans           | Cayetano Sarmiento                 | Wilco Kelderman        | Sky                    |
| 2013  | Gianni Meersman       | Thomas Damuseau                    | Rohan Dennis           | Sky                    |
| 2014  | Christopher Froome    | Alessandro De Marchi               | Wilco Kelderman        | Astana                 |
| 2015  | Nacer Bouhanni        | Daniel Teklehaimanot               | Simon Yates            | Movistar               |
| 2016  | Edvald Boasson Hagen  | Daniel Teklehaimanot               | Julian Alaphilippe     | Sky                    |
| 2017  | Arnaud Démare         | Koen Bouwman                       | Emanuel Buchmann       | AG2R La Mondiale       |
| 2018  | Daryl Impey           | Dario Cataldo                      | Pierre Latour          | Sky                    |
| 2019  | Wout van Aert         | Julian Alaphilippe                 | Bjorg Lambrecht        | Astana                 |
| 2020  | Wout van Aert         | David de la Cruz                   | Daniel Martínez        | Jumbo-Visma            |
| 2021  | Sonny Colbrelli       | Mark Padun                         | David Gaudu            | Ineos Grenadiers       |
| 2022  | Wout van Aert         | Pierre Rolland                     | Tobias H. Johannessen  | Jumbo-Visma            |
| 2023  | Christophe Laporte    | Giulio Ciccone                     | Carlos Rodríguez       | Ineos Grenadiers       |
| 2024  | Primož Roglič         | Lorenzo Fortunato                  | Matteo Jorgenson       | Bora-Hansgrohe         |
| 2025  | Tadej Pogačar         | Bruno Armirail                     | Florian Lipowitz       | Visma-Lease a Bike     |

## Statistiques et records

### Principaux records
Victoires au classement général
- 3.  Nello Lauredi en 1950, 1951 et 1954.
- 3.  Luis Ocaña en 1970, 1972 et 1973.
- 3.  Bernard Hinault en 1977, 1979 et 1981
- 3.  Charly Mottet en 1987, 1989 et 1992.
- 3.  Christopher Froome en 2013, 2015 et 2016.

Meilleur grimpeur
- 5.  Thierry Claveyrolat en 1986, 1990, 1991, 1992 et 1993.
- 3.  Luis Ocaña en 1971, 1972 et 1973.
- 3.  Lucien Van Impe en 1975, 1976 et 1977.
- 3.  Bernard Hinault en 1979, 1981 et 1984.

Classement par points
- 3.  Thierry Claveyrolat en 1987, 1989 et 1990.
- 3.  Wout van Aert en 2019, 2020 et 2022.

Meilleur jeune
- 2.  Wilco Kelderman en 2012 et 2014

### Victoires au classement général
| # | Coureurs           | Victoires | Deuxième | Troisième | Total |
| - | ------------------ | --------- | -------- | --------- | ----- |
| 1 | Bernard Hinault    | 3         | 1        | 0         | 4     |
| 1 | Nello Lauredi      | 3         | 1        | 0         | 4     |
| 1 | Luis Ocaña         | 3         | 1        | 0         | 4     |
| 4 | Charly Mottet      | 3         | 0        | 1         | 4     |
| 5 | Christopher Froome | 3         | 0        | 0         | 3     |
| 6 | Raymond Poulidor   | 2         | 3        | 1         | 6     |
| 6 | Bernard Thévenet   | 2         | 3        | 1         | 6     |
| 8 | Christophe Moreau  | 2         | 1        | 1         | 4     |
| 9 | Jacques Anquetil   | 2         | 0        | 0         | 2     |
| 9 | Jean Dotto         | 2         | 0        | 0         | 2     |
| 9 | Laurent Dufaux     | 2         | 0        | 0         | 2     |
| 9 | Jakob Fuglsang     | 2         | 0        | 0         | 2     |
| 9 | Luis Herrera       | 2         | 0        | 0         | 2     |
| 9 | Miguel Indurain    | 2         | 0        | 0         | 2     |
| 9 | Alejandro Valverde | 2         | 0        | 0         | 2     |
| 9 | Bradley Wiggins    | 2         | 0        | 0         | 2     |
| 9 | Primož Roglič      | 2         | 0        | 0         | 2     |

| #  | Pays            | Victoires | Deuxième | Troisième | Total |
| -- | --------------- | --------- | -------- | --------- | ----- |
| 1  | France          | 30        | 30       | 29        | 89    |
| 2  | Espagne         | 10        | 11       | 9         | 30    |
| 3  | Grande-Bretagne | 8         | 5        | 2         | 13    |
| 4  | Colombie        | 4         | 3        | 1         | 8     |
| 5  | Slovénie        | 4         | 0        | 0         | 4     |
| 6  | États-Unis      | 3         | 5        | 5         | 13    |
| 7  | Suisse          | 3         | 2        | 1         | 6     |
| 8  | Danemark        | 3         | 2        | 0         | 5     |
| 9  | Belgique        | 3         | 1        | 5         | 9     |
| 10 | Australie       | 2         | 6        | 2         | 10    |
| 11 | Pays-Bas        | 1         | 2        | 3         | 6     |
| 12 | Allemagne       | 1         | 1        | 3         | 5     |
| 12 | Kazakhstan      | 1         | 1        | 3         | 5     |
| 14 | Pologne         | 1         | 0        | 0         | 1     |

### Victoires d'étapes
| #  | Coureurs             | Victoires |
| -- | -------------------- | --------- |
| 1  | Bernard Hinault      | 10        |
| 2  | Chris Boardman       | 8         |
| 3  | Freddy Maertens      | 7         |
| 4  | Christopher Froome   | 6         |
| 4  | Iban Mayo            | 6         |
| 4  | Raymond Poulidor     | 6         |
| 7  | Edvald Boasson Hagen | 5         |
| 7  | Thierry Claveyrolat  | 5         |
| 7  | Nello Lauredi        | 5         |
| 7  | Bernard Thévenet     | 5         |
| 7  | Wout van Aert        | 5         |
| 12 | Phil Anderson        | 4         |
| 12 | Jacques Anquetil     | 4         |
| 12 | Louison Bobet        | 4         |
| 12 | André Darrigade      | 4         |
| 12 | Thor Hushovd         | 4         |
| 12 | Greg LeMond          | 4         |
| 12 | Luis Ocaña           | 4         |
| 12 | Patrick Sercu        | 4         |
| 12 | Alexandre Vinokourov | 4         |
| 12 | Richard Virenque     | 4         |
| 12 | Joop Zoetemelk       | 4         |